# Bipiràmide triangular allargada
En geometria, la bipiràmide triangular allargada és un dels noranta-dos sòlids de Johnson (J14).
Es pot obtenir allargant una bipiràmide triangular inserint un prisma de base triangular entre les seves meitats conguents. D'aqui ve el seu nom.
El seu dual és la bipiràmide triangular truncada.
Els 92 sòlids de Johnson van ser descrits 1966 per Norman Johnson i els va numerar. No va demostrar que no n'existia més que 92, però va conjecturar que no n'hi havia d'altres. Victor Zalgaller el 1969 va demostrar que la llista de Johnson era completa. S'utilitzen els noms i l'ordre donats per Johnson, i se'ls nota Jxx on xx és el nombre donat per Jonson.

## Desenvolupament pla

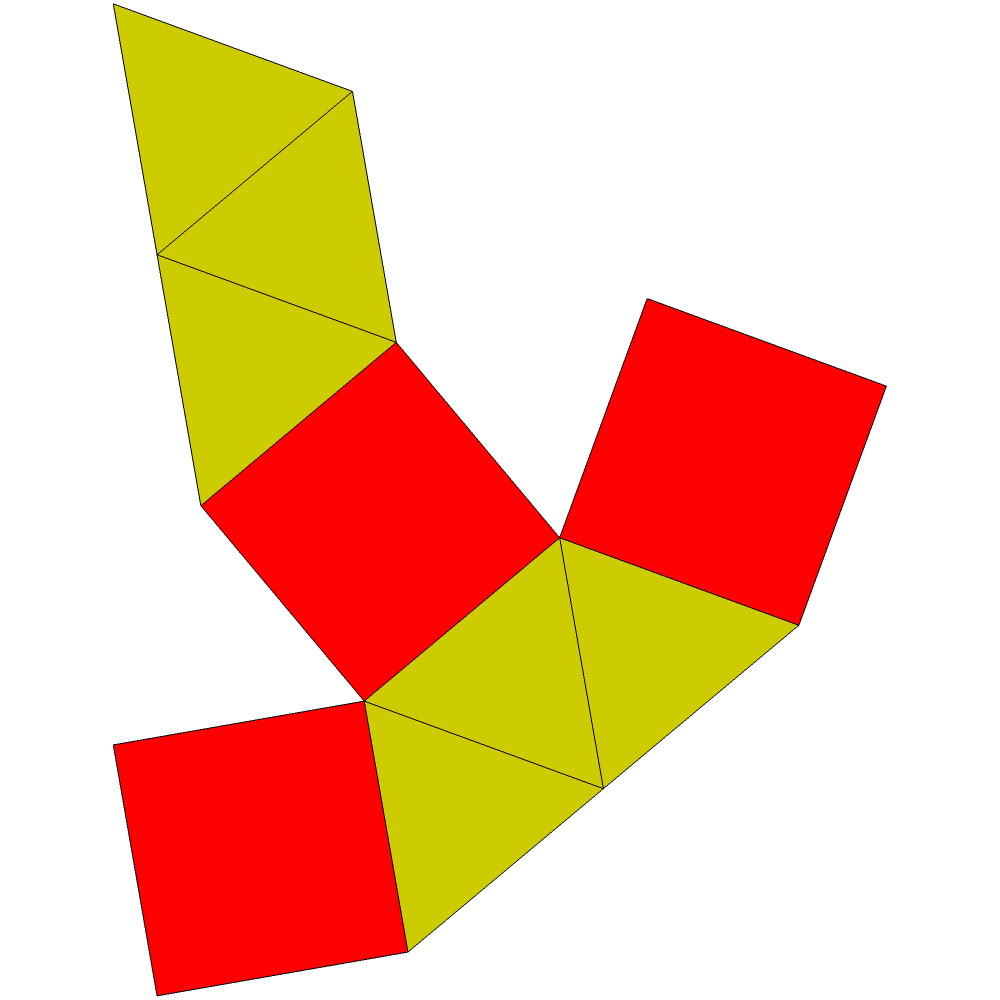
Desenvolupament pla de la bipiràmide triangular allargada

## Fórmules
Fórmules de l'altura ({\displaystyle H}), àrea ({\displaystyle A}) i volum ({\displaystyle V}) de la bipiràmide triangular allargada amb cares regulars (sòlid de Johnson) i arestes de longitud {\displaystyle L}:
{\displaystyle H=L\cdot {\frac {3+2{\sqrt {6}}}{3}}\approx L\cdot 2.632993162}
{\displaystyle A=L^{2}\cdot {\frac {6+3{\sqrt {3}}}{2}}\approx L^{2}\cdot 5.598076211}
{\displaystyle V=L^{3}\cdot {\frac {2{\sqrt {2}}+3{\sqrt {3}}}{12}}\approx L^{3}\cdot 0.6687149623}